# Division de Karachi
La division de Karachi (en ourdou : کراچی ڈویژن ou en sindi : ڪراچي ڊويزن) est une subdivision administrative de la province du Sind au Pakistan. 
Elle compte environ seize millions d'habitants en 2017, et sa capitale est Karachi, la mégalopole constituant la quasi-intégralité de la division (93 %). Elle est ainsi la plus peuplée et la plus petite division de la province.
Comme l'ensemble des divisions pakistanaises, la subdivision a été abrogée en 2000 avant d'être rétablie en 2008.
La division regroupe les districts suivant :
- district de Karachi-Centre
- district de Karachi-Est
- district de Karachi-Sud
- district de Karachi-Ouest
- district de Korangi
- district de Malir